# Liancheng (köpinghuvudort i Kina, Zhejiang Sheng, lat 28,47, long 119,85)
Liancheng (kinesiska: 联城) är en köpinghuvudort i Kina. Den ligger i provinsen Zhejiang, i den östra delen av landet, omkring 200 kilometer söder om provinshuvudstaden Hangzhou. Antalet invånare är 11 300. Befolkningen består av 5 527 kvinnor och 5 773 män. Barn under 15 år utgör 14,0 %, vuxna 15-64 år 70 %, och äldre över 65 år 14,0 %.
Runt Liancheng är det ganska tätbefolkat, med 144 invånare per kvadratkilometer. Närmaste större samhälle är Lishui, 5,8 km öster om Liancheng. Runt Liancheng är det i huvudsak tätbebyggt.
Genomsnittlig årsnederbörd är 2 268 millimeter. Den regnigaste månaden är juni, med i genomsnitt 433 mm nederbörd, och den torraste är januari, med 65 mm nederbörd.